# Cita (canción)
«Cita» es una canción del artista estadounidense Prince Royce. Se estrenó como sencillo promocional de su sexto álbum de estudio Alter Ego (2020) el 24 de enero de 2020.

## Antecedentes y lanzamiento
Previamente al lanzamiento de su sexto álbum de estudio, Royce estrenó el sencillo «Cita» el 24 de enero de 2020, como adelanto de su próximo material. La canción fue anunciada por el cantante a través de sus redes sociales, un día antes de su lanzamiento. Ese mismo día, anunció la lista de canciones de Alter Ego, junto con la preventa del álbum.

## Composición
«Cita» es una canción que mezcla el R&B con rap y beats urbanos, escrita por Royce junto a Andy Clay, Yei González, Timbaland, Stephen Garret, Raico Silva, Jessee Suárez, Ernesto Álvarez y Ginuwine, mientras que la producción fue llevada a cabo por Andy Clay, Yei González y el propio cantante.

## Video musical
El video musical se estrenó el 24 de enero de 2020, bajo la dirección de Carlos Pérez y la producción de Maricel Zambrano. En el clip se muestra a Royce en escenas contenido erótico en un escenario atrapado.

## Historial de lanzamiento
| País   | Fecha               | Formato                     | Discográfica                | Ref    |
| ------ | ------------------- | --------------------------- | --------------------------- | ------ |
| Varios | 24 de enero de 2020 | Descarga digital, Streaming | Sony Music Entertainment US | [ 12 ] |